# Toyota Verossa
Toyota Verossa – samochód osobowy klasy średniej-wyższej produkowany przez japońską firmę Toyota w latach 2001-2003 z przeznaczeniem na rynek rodzimy. Dostępny wyłącznie jako 4-drzwiowy sedan. Do napędu używano benzynowych silników R6 o pojemności 2,0 oraz 2,5 l (większa jednostka także w wersji turbodoładowanej). Moc przenoszona była na oś tylną (opcjonalnie AWD) poprzez 4- lub 5-biegową automatyczną bądź 5-biegową manualną skrzynię biegów.

## Dane techniczne ('01 R6 2.0)

### Silnik 1G-FE VVTi Beams
- R6 2,0 l (1988 cm³), 4 zawory na cylinder, DOHC
- Układ zasilania: wtrysk pośredni
- Średnica cylindra × skok tłoka: 75,00 mm × 75,00 mm
- Stopień sprężania: 10,5:1
- Moc maksymalna: 160 KM (119 kW) przy 6200 obr./min
- Maksymalny moment obrotowy: 200 N•m przy 4400 obr./min

## Dane techniczne ('01 R6 2.5)

### Silnik 1JZ-FSE
- R6 2,5 l (2491 cm³), 4 zawory na cylinder, DOHC
- Układ zasilania: wtrysk bezpośredni D4
- Średnica cylindra × skok tłoka: 86,00 mm × 71,50 mm
- Stopień sprężania: 11,0:1
- Moc maksymalna: 200 KM (147 kW) przy 6000 obr./min
- Maksymalny moment obrotowy: 250 N•m przy 3800 obr./min

## Dane techniczne ('01 R6 2.5 Turbo)

### Silnik 1JZ-GTE
- R6 2,5 l (2491 cm³), 4 zawory na cylinder, DOHC, turbo
- Układ zasilania: wtrysk pośredni
- Średnica cylindra × skok tłoka: 86,00 mm × 71,50 mm
- Stopień sprężania: 9,0:1
- Moc maksymalna: 280 KM (206 kW) przy 6200 obr./min
- Maksymalny moment obrotowy: 378 N•m przy 2400 obr./min

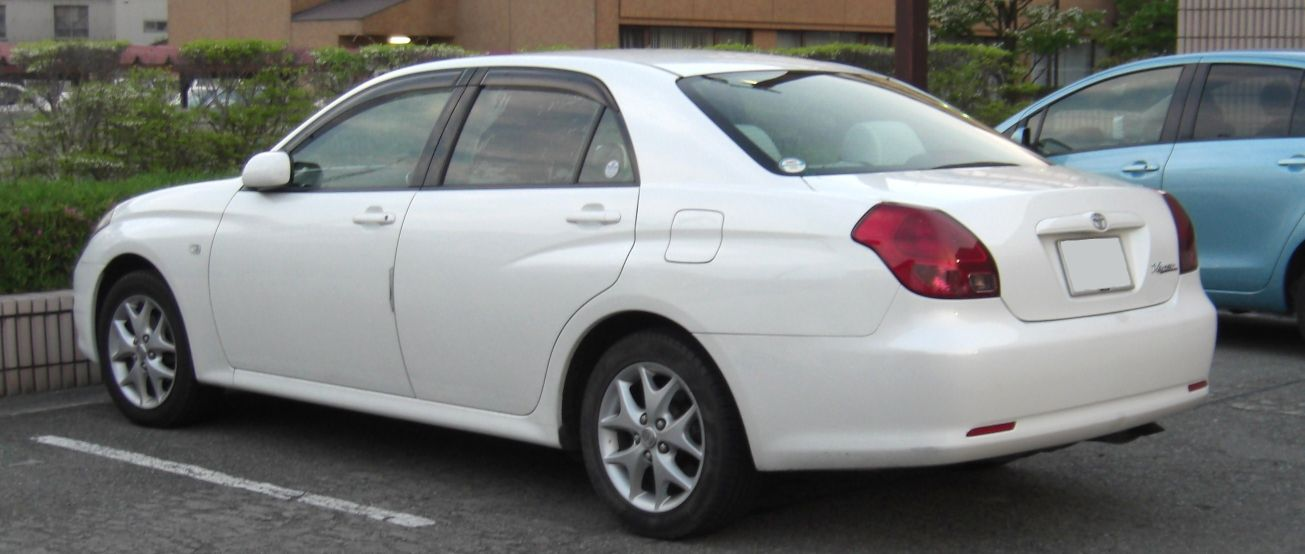
Tył nadwozia